# Evlek
Evlek war eine türkische Flächeneinheit und galt in der Türkei und auch in Serbien. Es kann mit Beet oder Erdfurche übersetzt werden.
- 1 Evlek = ¼ Dönüm = 400 Quadrat-Arşın = 229,667963 Quadratmeter[2]

Nach anderen Quellen:
- 1 Evlek = ¼ Dönüm = 302 Quadratmeter

In beiden Fällen ist 1 Dönüm = 4 Evlek. Die Differenz korrespondiert mit den verschiedenen Größen des Dönüm (Dunam) im osmanischen Reich.